# Molenhoek (helling)
De Molenhoek is een heuvel in de Westhoek bij Geluwe in de Belgische provincie West-Vlaanderen. De helling bestaat deels uit asfalt en deels uit kassei. De Molenhoek is een van de vele hellingen in de Westhoek en heeft een hoogte van 37 meter. De helling is gelegen naast een autosnelweg. 
In 1965 en 1966 werd de helling opgenomen in Dwars door België.